# Coddingtonia euryopoides
Coddingtonia euryopoides is een spinnensoort in de taxonomische indeling van de parapluspinnen (Theridiosomatidae).
Het dier behoort tot het geslacht Coddingtonia. De wetenschappelijke naam van de soort werd voor het eerst geldig gepubliceerd in 2009 door František Miller, Griswold & Chang-Min Yin.